# Edward Cullen
Edward Anthony Masen Cullen (né Edward Anthony Masen, Jr.) est un personnage de fiction de la saga  Twilight de Stephenie Meyer. Il apparaît dans les livres Fascination, Tentation, Hésitation et Révélation, ainsi que de      Midnight Sun (l’histoire de Fascination, du point de vue d’Edward) sortie le 5 août 2020 en France, et dans les films Twilight, chapitre I : Fascination, Twilight, chapitre II : Tentation, Twilight, chapitre III : Hésitation et Twilight, chapitres IV et V : Révélation - 1re et 2e Parties. Vampire végétarien, il vit avec ses parents adoptifs (Carlisle Cullen et Esmée Cullen) et ses frères et sœurs.
Il apparaît dans les quatre livres de la série : Fascination, Tentation, Hésitation et Révélation. Il est l'un des personnages principaux de Twilight.

## Biographie fictive
En 1918, Edward est atteint de la grippe espagnole étant humain. Le voyant agoniser, sa mère supplia Carlisle Cullen, médecin, de le sauver. Celle-ci mourut la nuit suivante. Carlisle, constatant que rien ne parviendrait à guérir Edward, le transforma en vampire et devint son père adoptif. Edward sera alors le premier membre du futur clan Cullen, composé de Carlisle et son épouse Esmée, ainsi que leurs enfants Rosalie, Emmett, Alice et Jasper, également vampires et adoptés.
Des années plus tard, la famille Cullen s'installe à Forks, une petite ville des États-Unis, où Carlisle exerce son métier. Lycéen, Edward fait une rencontre avec une certaine Isabella Swan, dite Bella.
Dans Révélation, on apprend qu’il a lié une amitié solide avec Seth Clearwater. Cependant il déteste Jacob car ce dernier est amoureux de Bella Swan. Dans Hésitation, il lui déclare  « Je ne vais pas te tuer maintenant » avant de lui dire que c’est pour ne pas affronter Bella. 
Il est cependant prêt à tout pour cette dernière, même à la laisser si tel est son désir.

### Fascination
Fascination raconte comment Edward Cullen, un vampire extrêmement séduisant décidé à ne boire que du sang animal, rencontre Bella Swan, une humaine aux pensées indéchiffrables et au sang dégageant un irrésistible effluve pour les vampires, mais surtout pour lui (son sang est comme une "drogue" pour lui). Il lutte contre l'attraction croissante qu'elle exerce sur lui, mais après lui avoir sauvé la vie plusieurs fois, il succombe et tombe amoureux d'elle. Bella explique à Edward qu'elle sait qu'il est vampire, et bien que son physique le désigne comme un jeune homme de 17 ans, il est né cent ans plus tôt (le 20 juin 1901). Son père adoptif, Carlisle Cullen, le transforma en vampire en 1918 pour l'épargner de la mort car il avait contracté la Grippe espagnole à Chicago, dans l'Illinois. Carlisle lui inculqua un sens de la moralité rare et étrange pour la plupart des vampires, l'idée principale en étant le refus de considérer les humains comme de la nourriture. Ils se disent « végétariens ».
Malgré cela, Edward avertit constamment Bella sur le danger qu'elle court en le fréquentant. L'amour de Bella et sa confiance en la résistance d'Edward sont tels que ses avertissements restent ignorés, même après qu'elle est devenue la cible de trois autres vampires: James, Victoria et Laurent. Contrairement aux Cullen, qui sont des vampires végétariens (engagés à ne boire que le sang animal), James et son clan se nourrissent de sang humain. James est un traqueur, et ne s'arrêtera pas avant d'avoir bu le sang de Bella. James, Victoria et Laurent sont des grands chasseurs. Mais Laurent quitte le clan de James et il les prévient que ses deux anciens complices sont plus forts et malins qu'on peut le croire. Il s'ensuit une chasse à l'homme effrénée, où Bella s'enfuit pour sauver son père et sa mère. Puis, à l’insu de son groupe, elle se rendit au rendez-vous donné par James, qui retenait sa mère prisonnière, se résignant à la mort. Bella, terrifiée devant son prédateur, écoute la raison de cette rancœur envers elle et les Cullen, et découvre qu'il en veut à Alice, la seule proie qui lui ait échappée. Avec l'aide de sa famille, Edward parvient à sauver Bella in extremis de la soif de James, mais la question de sa sécurité au sein de la communauté de vampires reste sans réponse.
Edward est dotée d'un pouvoir, qui lui permet de lire dans les pensées des autres. Étrangement, Bella est totalement protégée de ce pouvoir ainsi que de celui des Volturi.

### Tentation
Dans Tentation, les peurs d'Edward pour la sécurité de Bella s'intensifient lorsqu'elle est presque attaquée par son frère, Jasper, quand un bout de papier la coupe très légèrement au doigt. Dans l'intention de la protéger, il la convainc qu'elle serait mieux sans lui et déménage avec sa famille, la laissant le cœur brisé. N'arrivant pas à se remettre de cette perte, Bella sombre dans un état dépressif pendant plusieurs mois. Elle reprend contact avec le monde réel grâce à Jacob Black et découvre parallèlement qu'à chaque fois qu'elle est en danger, la voix d'Edward résonne dans sa tête. Elle cherche donc, par tous les moyens qu'elle trouve, à se mettre en danger pour l'entendre le plus souvent possible. Ainsi, elle sautera notamment d'une falaise, occasionnant une vision à Alice qui sera répétée par Rosalie à Edward. Lorsque ce dernier téléphone chez les Swan, et que Jacob décroche et lui dit que Charlie est à un enterrement, Edward en déduit qu'il s'agit de celui de Bella. Il va alors chercher à rencontrer les Volturi, pour leur demander de le tuer et ainsi ne pas errer éternellement sans son seul et unique amour. Conscientes de ce quiproquo et de la tournure que pourraient prendre les évènements, Alice et Bella se précipitent en Italie pour arrêter Edward avant que les Volturi ne puissent le détruire.
Sauvés in extremis, Edward, Alice et Bella peuvent rentrer chez eux avec un ultimatum posé par les Volturi : Bella doit être transformée rapidement ou ils la tueront. Amoureux comme jamais, Edward et Bella recommencent leur histoire avec un grain de sable au tableau : Jacob Black. Bella et ce dernier se sont effectivement beaucoup rapprochés en l'absence d'Edward, et ils ne peuvent tirer un trait sur leur histoire d'amitié. Or, Jacob étant loup-garou, il est désormais l'ennemi juré des vampires et ne supporte pas l'idée que Bella puisse se transformer. Cette dernière, consciente de vieillir, cherche néanmoins à être transformée par son beau-père Carlisle. Bien qu'Edward soit opposé à cette perspective, il acceptera plus tard de la transformer lui-même si elle consent à l'épouser au préalable.

### Hésitation
Dans Hésitation, Bella accepte de se marier avec Edward, mais souhaite qu'il lui fasse l'amour tant qu'elle est encore humaine. À l'origine opposé à cette option, Edward cède et accepte que cela se fasse après leur mariage.
Parallèlement, Victoria, cherche toujours à se venger de la mort de son compagnon James et continue à imaginer un plan pour tuer Bella. Elle crée ainsi une armée de nouveau-nés pour anéantir l'ensemble de la famille Cullen. Face à cette menace, une trêve est passée et difficilement maintenue entre la famille Cullen et les loups de la réserve Quileute pour éviter l'extermination.
Avant la bataille finale, Jacob avoue à Bella ses véritables sentiments et elle se rend compte de leur réciprocité. Face à ce dilemme et très mal à l'aise, elle décide de ne plus approcher Jacob et de se consacrer uniquement à Edward qu'elle aime plus que tout.
Ce dernier, après avoir vaincu Victoria et avoir pris conscience des efforts de Bella pour satisfaire tout le monde, consent à lui faire l'amour sans lui poser de condition. Bella refuse néanmoins son offre, et maintient l'ordre : mariage, amour, et mutation.

### Révélation
Edward épouse Bella et les jeunes mariés passent leur lune de miel sur une île que Carlisle a offerte à Esmée. Très amoureux, ils font l'amour, mais leurs ébats horrifient Edward qui réalise qu'il laisse des bleus sur Bella. Rassuré par Bella, ils recommenceront et découvriront peu de temps après la grossesse de Bella. Choqué par cette nouvelle, Edward ramène d'urgence Bella chez lui pour prendre l'avis de Carlisle. Edward devient fou d'inquiétude quand il se rend compte de la rapide croissance du fœtus et commence à affecter sérieusement la santé de Bella en la rendant toute maigre. Il essaye de la forcer à avorter pour sauver sa propre vie, mais sentant déjà un amour démesuré pour son bébé, celle-ci insiste pour lui donner la vie avec l'aide de Rosalie, qui la protégera tout au long de sa grossesse. Edward commencera également à ressentir de l'amour envers le bébé aussi, lorsqu'il entend enfin ses pensées et apprend ainsi que le bébé aime aussi Bella. Au terme d'une grossesse de quelques semaines, Edward réussit à extraire le bébé avec une césarienne sauvage qu'il a fait avec ses cros et sauve Bella in extremis en lui injectant son venin directement dans le cœur et en lui faisant des morsures un peu partout sur son corps. Il tombe en adoration de sa fille dès le premier contact. Jacob qui voulait dans un premier temps tuer Renesmée, car il pensait qu'elle avait tué Bella en venant au monde, s'en imprègne et lui devient donc lié envers et contre tout.
Plus tard, une femelle vampire du clan des Denali, Irina, apercevant Renesmée, la prend pour une enfant immortelle (une création interdite dans le monde vampirique) et provoque l'arrivée des Volturi pour la détruire. La famille Cullen va donc réunir tous les vampires qu'elle connaît pour que ces derniers puissent témoigner de la croissance du bébé et ainsi lui sauver la vie (les enfants immortels ne grandissent pas et sont incontrôlables donc dangereux ; Renesmée, elle, grandit, car elle est à moitié humaine). Après un face à face long et tendu, où Bella use de son nouveau pouvoir (bouclier) pour protéger les siens contre les attaques du clan Volturi (la protection mentale dont faisait preuve Bella face à Edward quand elle était humaine peut désormais s'appliquer à qui elle le souhaite), ces derniers acceptent de repartir non sans avoir utilisé au préalable toutes les ruses possibles et imaginables pour provoquer leurs adversaires et faire tomber leurs défenses. Impuissants et conscients de l'innocence de Renesmée, ils acceptent de repartir (Alice et Jasper ayant rapporté entre-temps un autre « spécimen » mi-humain mi-vampire qui était tout à fait inoffensif pour la race vampire). Bella maîtrise son pouvoir et apprend à baisser le bouclier qui protège ses pensées et en fait la surprise à Edward, qui arrive à lire dans ses pensées, ce qu'elle ne trouve pas désagréable dans un certain sens, car elle peut décider elle-même le moment où il peut les lire. Edward et Bella peuvent enfin vivre en paix avec leur fille.

## Caractérisation
Edward est décrit par Bella comme étant charmant, poli et déterminé. Il a aussi un tempérament plutôt colérique. Il est très protecteur envers Bella et place sa sécurité, son humanité et son bien-être avant tout, il n'aime pas du tout voir Bella en danger. Il a tendance à trop analyser les situations et à réagir excessivement, particulièrement lorsque la sécurité de Bella est en jeu. Il continue à parler de manière désuète, ce qu'il a gardé de sa vie humaine du début du XXe siècle, et peut être très romantique. Edward se voit comme un monstre, mais après être tombé amoureux de Bella, il s'accepte mieux.

### Apparence physique
Comme tous les vampires de Fascination, Edward est décrit par Bella comme étant d'une beauté impossible. À plusieurs passages dans la série, elle le compare au dieu Grec mythique Apollon ou au mortel Adonis. Sa peau est « comme du marbre » - très pâle, froide, et brille au soleil (Bella la décrit comme « flamboyante, comme si des millions de diamants y étaient incrustés »). Elle décrit son visage comme étant parfait et angulaire - pommettes hautes, mâchoire forte, un nez droit, et magnifiques lèvres pleines dures et douces comme du marbre. Ses cheveux, qui sont toujours désordonnés, sont brun-roux avec des reflets cuivrés (et bronze foncé lorsqu'ils sont mouillés) inhabituels dont il a hérité dans sa vie humaine de sa mère biologique. Ses yeux, autrefois vert émeraude, sont maintenant décrits comme doré et quand il est inquiet et soucieux ses yeux se transforment et deviennent noirs profond, ils sont encadrés d'épais cils noirs. Ses doigts sont souvent décrits comme minces et il est souvent dit qu'il a un sourire en coin éblouissant qui plaît particulièrement à Bella. Son apparence change s'il ne se nourrit pas pendant un long moment : Des ecchymoses violettes apparaissent sous ses yeux. Edward mesure 1,88 m, et a un corps assez mince mais musclé. Il possède aussi une voix incroyable.

### Traits vampiriques, aptitudes, intérêts
Edward, comme tous les vampires, possède une beauté, une force, une endurance, une vitesse et une agilité surhumaines. Sa voix et son odeur sont très séductrices, tellement que parfois, Bella est complètement éblouie, entièrement par accident. Dans Fascination, Edward explique que comme tous les vampires, il n'a pas besoin de respirer, bien qu'il le fasse par habitude et parce qu'il est utile de sentir ce qui l'entoure. Il ne peut pas digérer de la nourriture normale, et compare celle-ci, dans Midnight Sun, à manger quelque chose de gluant, qui ne goûte rien et qui lui donne l'impression de s'étouffer. Aussi, comme les autres vampires, Edward ne dort pas.
En plus de ces traits qu'il partage avec les autres vampires, Edward a certaines capacités qui lui sont propres. Il est le plus rapide des Cullen, capable de les distancer sans aucun problème. Peut-être une conséquence d'un talent d'empathie dans sa vie humaine, Edward peut aussi lire les pensées de chacun dans un périmètre de quelques kilomètres ; Bella est la seule exception à cette règle, car elle a le pouvoir d'être un « Bouclier » : elle peut se protéger et/ou protéger les autres, mais elle ne le découvre que dans le tome 4 après sa transformation. Stephenie Meyer explique par le fait que Bella a des pensées très réservées mais on apprendra plus tard, quand elle sera transformée, que quasiment aucun des pouvoirs vampiriques ne fonctionnent sur elle. Edward éprouve quelques difficultés à entendre tout ce que pense le père de Bella. Il possède un grand contrôle de lui-même en résistant au parfum de Bella. Edward continue aussi à parler, de temps à autre, comme au début du XXe siècle.
Edward est un musicien, capable de jouer du piano comme un virtuose. Il aime une grande variété de musique, incluant le classique, le jazz, le progressif-métal, le rock alternatif, le punk rock mais n'aime pas le country. Il préfère le rock indé aux tendances, et apprécie le rock et la musique classique de la même manière. Il précise dans Fascination qu'il préfère la musique des années 1950 à celle des années 1960, n'aime pas celle des années 1970, et dit que celle des 1980 était « supportable ».
Il a créé plusieurs chansons au piano : Bella lui a inspiré une berceuse, il y a la chanson d'Esmée et d'autres titre inconnus. Dans Tentation, il offre même à Bella un CD avec les chansons qu'il a composées. Il aime beaucoup le « Clair de lune » de Debussy.
Une des passions d'Edward est de collectionner les voitures. Il possède une Volvo S60 (Volvo C30 T5 dans le film) et une Aston Martin V12 Vanquish comme une « voiture pour événements ». Il a aussi donné à sa sœur Alice une  Porsche 911 Turbo comme cadeau dans Hésitation. Il a acheté une moto pour rouler avec Bella (Ducati 848), mais la donna à Jasper après avoir réalisé que rouler à moto était un hobby qu'elle aimait partager avec Jacob.
Comme tous les membres de sa famille, il aime bien étudier et est très intelligent . Il est détenteur de deux diplômes de médecines et s'ennuie lors de ses cours au lycée, car ils sont comparativement bien plus ennuyeux. Son " plat " préféré est le puma.

## Représentation cinématographique

### Casting
Avant que le rôle d'Edward soit distribué pour le film Twilight, chapitre I : Fascination de 2008, Meyer avait dit, bien qu'Edward soit « Indiscutablement le plus dur personnage à trouver, il est aussi celui sur lequel je suis passionnément décidée. Le seul acteur que j'ai jamais vu et qui, selon moi, se rapproche le plus à Edward est… Henry Cavill. » Quand le film a été choisi par Summit Entertainment en juillet 2007, Meyer déclara que « Le plus décevant pour moi, est d'avoir perdu mon parfait Edward », Cavill était âgé à ce moment de 24 ans, il était donc trop vieux pour correspondre réellement au rôle. Meyer rapporta sur son site que les 4 plus populaires suggestions des fans pour jouer Edward étaient Hayden Christensen, Robert Pattinson, Orlando Bloom et Gerard Way. Le 11 décembre 2007, on annonça que ce serait Robert Pattinson, connu pour sa performance de Cedric Diggory dans les films Harry Potter. Erik Feig, président de la production de Summit Entertainment, affirma : « C'est toujours un défi de trouver le bon acteur pour un personnage qui vit d'une manière si saisissante dans l'imagination des lecteurs mais nous avons pris cette responsabilité très sérieusement et nous sommes sûrs, qu'avec Robert Pattinson, nous avons trouvé le parfait Edward pour notre Bella dans Twilight, chapitre I : Fascination ». Meyer affirma que : « Je suis extatique avec le choix de Summit Entertainment pour Edward. Il n'y a que très peu d'acteurs qui peuvent avoir l'air d'être dangereux et magnifique au même moment, et encore moins ceux que je peux représenter comme Edward dans ma tête. Robert Pattinson va être génial ».
La réalisatrice de Twilight, chapitre I : Fascination, Catherine Hardwicke, a dit que pour le casting d'Edward : « Tout le monde a une idée si idéalisée d'Edward. Ils étaient enragés [à propos de la personne à qui j'allais donner le rôle]. Comme, les vieilles dames disent "Tu ferais mieux de bien le faire" ». Elle a révélé qu'au départ elle n'était pas particulièrement impressionnée par les photos de Pattinson, mais a dit de son audition, qui était une scène d'amour avec sa co-star Kristen Stewart: « C'était électrique. La pièce était pleine de courts circuits, le ciel s'est ouvert, et je me suis dit "Ça va être bien" ». Pattinson a admis : « Je n'avais pas d'idée de la façon de jouer le rôle quand je suis entré, et c'était une bonne chose de ne rien attendre durant l'audition. Après ça, je le voulais vraiment, même si je ne savais vraiment pas à quoi m'attendre. Je n'avais pas encore lu un seul des livres. Et même sans ça, "je voulais ce rôle". C'était certainement à cause de Kristen. »

### Développement
Suivant une visite sur le tournage en avril 2008, Meyer a déclaré que Pattinson et Stewart ont développé une si bonne alchimie qu'elle « peut causer de l'hyperventilation ». Pattinson a révélé que Stephenie Meyer lui a donné une copie d'un travail précoce de Midnight Sun - racontant les événements de Fascination du point de vue d'Edward. Il expliqua que : « C'était ce que j'aimais à propos [d'accepter] le rôle, parce que ce type n'existait pas vraiment, donc vous pouvez juste créer ce que vous voulez. Ensuite, quand j'ai trouvé qu'il y avait un autre livre mais vu du point de vue d'Edward, [je l'ai lu et j'ai découvert] que nous avions la même vision des choses. » Dans la préparation de son rôle, Pattinson a écrit dans un journal intime comme Edward et s'est éloigné de sa famille et de ses amis, expliquant qu'il « voulait ressentir l'isolement d'Edward ». Physiquement, il a révélé que : « J'étais supposé avoir un ventre musclé. Mais ça n'a pas vraiment marché. » Une scène dans l'histoire montre Edward, un pianiste doué, composant une berceuse pour Bella. Pattinson a eu l'occasion de soumettre une composition pour cette scène, avec Hardwicke disant : « Je lui ai dit qu'il devrait en écrire une, et voir si on peut le faire marcher, parce que ça serait bien si c'était la berceuse de Rob. Il est un magnifique musicien, a un esprit très créatif, très similaire à celui d'Edward. Il lit uniquement les œuvres intéressantes, et voit les films les plus intéressants, et est vraiment introspectif et plonge dans son existence. » Meyer a approuvé : « Si Robert pouvait écrire une berceuse, cela ajouterait définitivement aux mystères du film, n'est-ce pas ? ». Pendant que deux des compositions de Robert figurent dans le film final, la berceuse finalement sélectionnée a été composée par Carter Burwell.
En avril 2008, Emmett, dans un revirement de sa réaction initiale face à une photographie de Robert, s’enthousiasme : « Le truc qui est vraiment bien à propos de lui est qu'il […] fait vraiment sentir qu'il est autrement. Ce que je veux dire, c'est qu'il ne ressemble pas à un type normal. Et quand vous lisez le livre, vous pensez "Qui sur cette planète peut faire vivre cette description ?" Mais je pense qu'il peut. Il a juste ce visage taillé au burin sur les photos, exactement comme c'est décrit dans le livre. Quand vous lisez à propos des joues sculpturales et de la mâchoire taillée au burin et tout, vous vous dites "Wouah. Est-ce qu'elle a écrit ça pour Rob ?" ». Pattinson, dans une interview détaillée sur la perception qu'il a de son personnage, a admis qu'il a ajouté certains aspects de La Fureur de vivre (Rebel Without a Cause) dans son interprétation d'Edward, évaluant : « Je pense que ce que j'ai trouvé d'intéressant est qu'il est essentiellement le héros de l'histoire, mais nie violemment qu'il est le héros. Comme à chaque moment, même quand il fait des choses héroïques, il pense toujours qu'il est […] la créature du mal la plus ridiculement égoïste. […] Il refuse l'amour de Bella pour lui, mais au même moment, ne peut pas s'en empêcher, car mais a juste besoin de ça, ce qui est un peu l'essentiel du scénario. » Apparaissant au Comic-Con en juillet 2008 pendant que le film était en post-production, Pattinson a résumé l'expérience Twilight comme : « bizarre. Vous savez déjà ce qu'est l'essentiel du scénario. Le livre a tant d'obsédés, obsessionnels et loyaux fans. C'est étrange parce que les gens vous associe directement au personnage qu'à vous comme un acteur. » Pattinson a déjà signé pour jouer Edward dans les suites de Twilight, Tentation (New Moon), Hésitation (Eclipse) et Révélation (Breaking Dawn).

## Réception
Larry Caroll de MTV Movies a considéré Edward et Bella comme « une histoire d'amour emblématique pour toute une génération ».

### Musiques
Le groupe français  Bloody Fangs dans leur chanson Redeemer fait référence à Edward à un moment dans les paroles. Cette chanson est chantée par un vampire (Lestat), et il se moque ouvertement d'Edward dans la chanson lors d'une phrase d'un des couplets.